# Eclipse (яхта)
Eclipse (укр. Затемнення) — супер'яхта. Спроектована у дизайнерській фірмі Atabeyki Design Development (ADD), дизайн інтер'єру — Terence Disdale Design Ltd (Лондон). Побудована на верфі Blohm + Voss (Гамбург, проект № 978) на замовлення російського підприємця Романа Абрамовича.
Спущена на воду у Гамбурзі 12 червня 2009 року. Передана замовнику після доопрацювання та ходових випробувань 9 грудня 2010 року.
На момент спуску була найбільшим приватним моторним судном у світі.

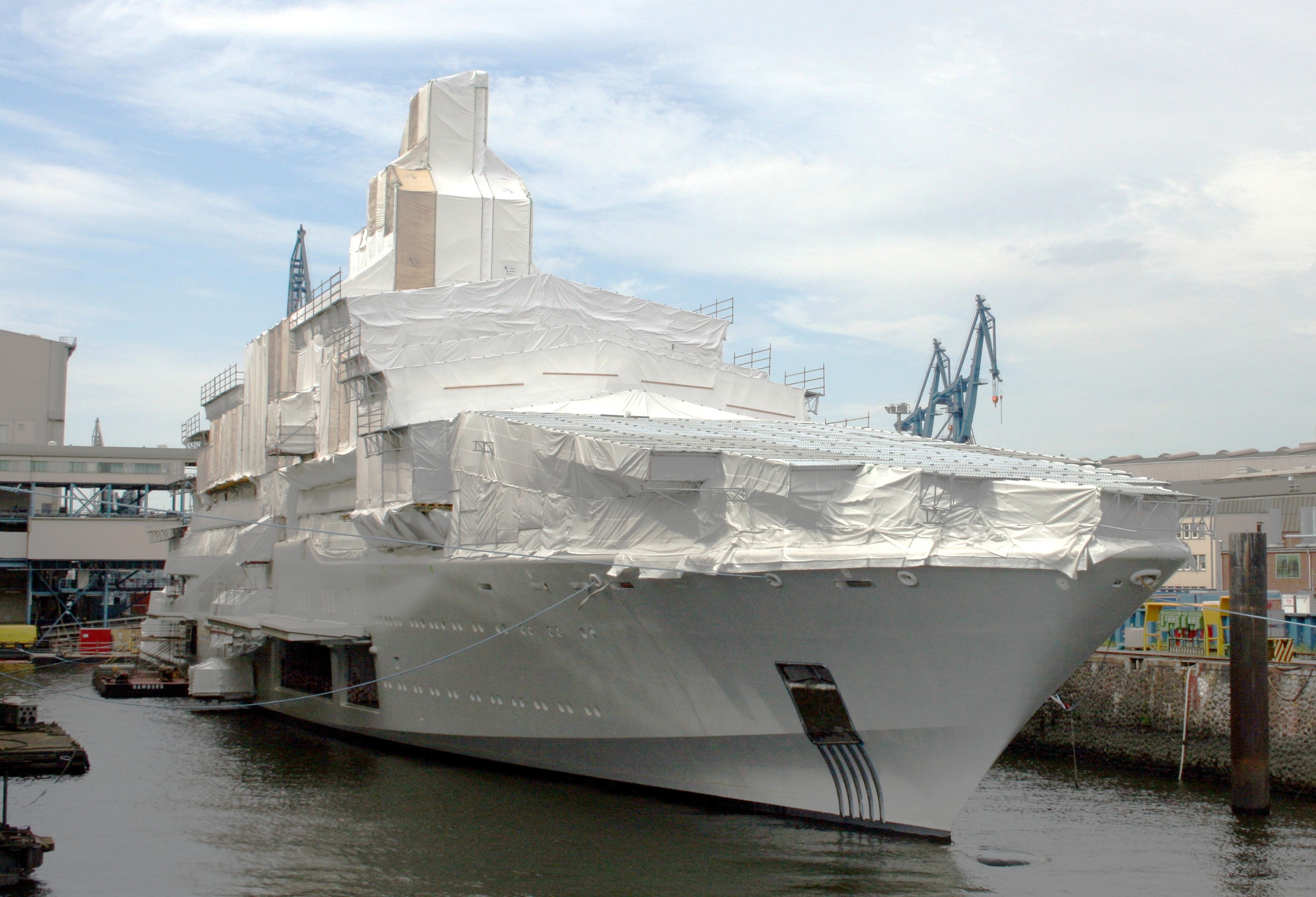
«Eclipse» біля причалу Blohm + Voss

## Провенанс
У ході будівництва проект носив позначення Sigma і був спорідненим з проектом Platinum, за яким побудована яхта Dubai. Власником яхти став російський підприємець Роман Абрамович.
З 2011 року яхта зареєстрована як чартерна. На думку експертів видання Motor Boat and Yacht, це було зроблено для зниження вартості експлуатації, податкового навантаження (чартерні яхти не оподатковуються податком на майно) та отримання пільг під час стоянки в європейських маринах.

## Оснащення судна
Про внутрішнє оздоблення та оснащення яхти відомо вкрай мало. Зазвичай приватні судна такого класу оснащуються декількома гідроциклами, тендерами, катерами та іншим розважальним обладнанням. Достеменно відомо, що яхта має концертний зал, три їдальні, кінотеатр, винний льох, два басейни, один з яких може бути конвертований у танцювальний майданчик, каміни і так далі. З техніки — 2 вертольоти, 4 катери, 20 скутерів, підводний човен на 12 місць, який здатний занурюватися на глибину до 50 метрів .
Для керування яхтою та обслуговування гостей необхідно приблизно 70 членів екіпажу.
Для безпеки Eclipse оснащено системою виявлення ракет, ракетними установками та системами захисту.

## Вартість
Експерти називають мінімальну суму будівництва яхти у розмірі 300 мільйонів доларів. Повна вартість яхти разом з обладнанням, згідно з однією з оцінок, становить 1,2 мільярда доларів.